# 塞缪尔·G·W·本杰明
塞缪尔·G·W·本杰明（英語：Samuel Greene Wheeler Benjamin，1837年2月13日—1914年7月19日）是一位美国作家、记者、艺术家和外交官，1859年本科毕业于威廉姆斯学院，曾任美国驻伊朗大使，主要作品有《美国艺术史》（Art in America: A Critical and Historical Sketch）等。